# جو رودولف
جو رودولف (بالإنجليزية: Joe Rudolph)‏ هو لاعب كرة قدم أمريكية أمريكي، ولد في 1972 في شارلوروا ‏ في الولايات المتحدة.